# قطعنامه ۱۸۴۰ شورای امنیت
قطعنامه ۱۸۴۰ شورای امنیت سازمان ملل متحد که در تاریخ ۰۹ اکتبر ۲۰۰۸ تصویب شد، سندی بین‌المللی دربارهٔ بررسی وضعیت در مورد هاییتی است. این قطعنامه طی نشست ۵۹۹۳ام با ۱۵ رای موافق، ۰ مخالف و ۰ ممتنع تصویب شد.